# Japanska prepelica
Japanska prepelica (lat. Coturnix japonica) je vrsta prepelice koja živi u istočnoj Aziji.
Selica je, gnijezdi se u Mandžuriji, jugoistočnom Sibiru, sjevernom Japanu i na Korejskom poluotoku, dok prezimljava na jugu Japana i na jugoistoku Kine. Njezina staništa su travnjaci i obrađena polja, baš kao i obale rijeka.

## Izgled
Jedna je od najmanjih pripadnica reda kokoški Odrasla jedinka duga je oko 20 centimetara, od toga 3 cm otpada na rep. Teška je oko 110-135 grama. Raspon krila je 92-101 milimetara, dok je duljina repa 35-39 milimetara. Po izgledu je dosta slična običnoj prepelici. Ima kremasto-bijele prugama iznad oba oka. Noge su joj smećkaste do blijedo-ružičaste. Kljun je sivo-crn, a na vrhu tamniji.
Izražen je spolni dimorfizam.  Kod mužjaka perje na prednjoj strani vrata i na prsima je svijetlosmeđe, s tamnijom kestenjasto-smeđom nijansom na podbratku i iznad očiju. U ženki i mladunaca prsa su pjegava.  Također, mužjaci se ističu po širim i izbočenijim prsima.

## Razmnožavanje
U gnijezdu se nalazi 7-14 jaja po svakom gniježdenju. Jaja su dimenzija 29.8x21.5 milimetara i teška 7-10 grama. Inkubacija po pravilu traje 19-20 dana. Kada se izlegnu, pilići imaju masu 6-7 grama, žuto-smeđe su boje i imaju crne pruge. Pilići su sposobni brinuti se za sebe i imati svoje potomke nakon četiri do šest tjedna, ubrzo nakon što dobiju perje. Sezona parenja varira s obzirom na mjesto. U Rusiji počinje krajem travnja i završava početkom kolovoza, dok u Japanu počinje krajem svibnja i završava u kolovozu. U rijetkim prilikama, gnijezda s jajima mogu se naći i u rujnu.

## Prehrambene navike
Ova prepelica jede mnogo vrsta sjemenki, uključujući i proso. Prehranu joj čine i mali crvi te ličinke kukaca, a za kukcima i malim beskralježnjacima najčešće poseže u ljeto. Zanimljivo je i da jede pijesak, posebno ženke dok polažu jaja u gnijezdo.

## Povijest
Brojni su pisani tragovi o pozitivnom utjecaju mesa i jaja prepelice na ljudski organizam, posebno na krv i krvotok, srce, jetru, bubrege, želudac i mozak. Postoje pisani podaci o japanskoj prepelici koji datiraju iz 12. stoljeća, i tada su uzgajane i čuvane zbog pjevanja. U tim zapisima piše i da se japanski car hranio prepeličijim mesom kako bi lakše podnosio tuberkulozu. Od tada počinje ozbiljan uzgoj prepelica u Japanu. Početkom 20. stoljeća poprilično je zastupljen uzgoj prepelica u cilju proizvodnje mesa i jaja. 